# Columbiagletsjer (Canada)
De Columbiagletsjer is een gletsjer in het Columbia-ijsveld in het nationaal park Jasper in de provincie Alberta in Canada. Dit gebied ligt in de Canadese Rocky Mountains en daarmee in het Continental Divide, een waterscheiding die van Alaska via Canada en de Verenigde Staten naar Mexico loopt.
De Columbiagletsjer bevat blauw ijs, dat gevormd wordt door enorme druk, bezinksels en grote ijskristallen die gevormd worden doordat luchtbellen uit het ijs worden geperst. De Columbiagletsjer vloeit zijn water af ten westen van de berg Snow Dome.
Net als de berg Columbia dankt de gletsjer Columbia zijn naam ook aan de Columbiarivier. Deze werd hem in 1898 door J. Norman Collie gegeven.